# Bangerfabrique
Bangerfabrique (Eigenschreibweise: bangerfabrique) ist ein seit 2023 bestehendes Musik-Kollektiv aus Hamburg. Es besteht aus sechs Mitgliedern und verbindet DJing, MCing und Rap. 2024 wurde die Gruppe mit dem Hamburger Musikpreis Krach+Getöse ausgezeichnet.

## Geschichte
Bangerfabrique entstand 2023 aus einer befreundeten Gruppe in Hamburg. Erste Stücke wie „Top oder Kleid“ und „Kumma das Ding ist“ erschienen 2023.
2025 erschienen die Singles „Dumm“, „Crash Out“ und „zur bank lachen“.

## Mitglieder
- Emmamaelo – Rap/MC[2]
- Melle – Rap/MC[2]
- Nebou – Rap/MC[2]
- Schwesta Şehra – DJ[7]
- Roof – DJ[2]
- Celia – Management[2]

## Stil
Die Musik enthält Einflüsse aus Baile Funk, Clubmusik und US-amerikanischem Südstaatenrap. Die Texte behandeln Themen wie Partykultur, Freundschaft und Alltagssexismus. Die Gruppe bezeichnet sich als FLINTA-Kollektiv und arbeitet unabhängig von Plattenfirmen.

## Diskografie
EPs
- Welcome to the Groupchat (2025)

Singles (Auswahl)
- „Top oder Kleid“ (2023)
- „Kumma das Ding ist“ (2023)
- „Tag/Nacht“ (2024)
- „Fake Lashes“ (2024)
- „bfqsexuell“ (2024)
- „Dumm“ (2025)
- „Crash Out“ (2025)
- „zur bank lachen“ (2025)

## Auszeichnungen
- Krach+Getöse (2024)[1]

## Auftritte (Auswahl)
- Fusion Festival (2023)[3]
- Breminale (2024)[8]
- MS Dockville (2024)[9]
- Pop-Kultur Festival (2024)[10]
- About Pop Festival (2025)[11]
- Reeperbahn Festival (2025)[12]
- Clubreihe „Hoe Down Throw Down“ (seit 2024)[13]

## Rezeption
Die taz beschrieb die Musik als „rau“ und humorvoll und betonte das „emanzipative Selbstbewusstsein“ der Gruppe. ARTE Tracks stellte Bangerfabrique 2025 als Beispiel einer neuen, solidarischen FLINTA-Bewegung vor. Das Missy Magazine veröffentlichte ein Interview mit den Mitgliedern.